# 김목용
김목용(1983년 8월 8일 ~)은 한국의 남자 성우다. 2008년 KBS에 입사했으며 현재는 KBS 33기다. 한국방송 성우극회 소속

## 주요 출연작품

### 교양/다큐멘터리
- 세상 사는 이야기(KBS)
- 세상의 모든 다큐(KBS)
- 소비자 고발(KBS)
- 책 읽는 밤(KBS)
- 행복한 동행(UBC)
- 하나뿐인 지구(EBS)
- 내가 뽑은 114인(TBS)
- 특집 다큐멘터리 2014 신직업 리포트(KBS)
- 프리티리듬 오로라 라이징 완규역할

### 외화
- 굿바이 (KBS) - 불량 학생(타카라이 마사아키)
- 음모자 (KBS) - 존 서랏(조니 시몬스)
- 티벳에서의 7년 (KBS) - 산악 대원(볼프강 토닝거)
- 닥터후 시즌 5 (KBS) - 제프(톰 호퍼,1화), 0번 죄수(윌리엄 와일드,1화), 경비원(마이클 스키너크리스찬,4화), 스티브(오웬 도노반,11화)
- 닥터후 시즌 7 (KBS) - 브램 밴 베일런(마크 올리버)
- 닥터후 시즌 9 (KBS) - 474(베서니 블랙)
- 삼국지 (KBS) - 원담, 장달
- 본 얼티메이텀 (KBS) - 마틴 크루츠(다니엘 브륄) / 블랙 브라이어 정보원(댄 프레든버그)
- 퍼블릭 에너미 (KBS) - 카터 바움(로리 코크레인)
- 웨딩 싱어 (KBS) - 학생(토드 허스트)

### 애니메이션
- 벌을 쫓는 아이 - 아빠
- 장화신은 고양이 디 오리지널
- 토라도라 (애니맥스) - 토미이에 코우타
- 프리티 리듬 오로라 드림 (애니맥스/카툰네트워크) - 완규

### 드라마CD
- 보일러룸 - 고든
- 꼭두각시 - 권영우
- 워킹뷰티 - 현운 外
- 엘레강트보이 - 이경우
- The Game - 하윤수
- 치즈인더트랩 - 백인호
- 테일코트 - 이믹(밍)